# Zinnara
Zinnara (arab. زنارة) – miejscowość w Egipcie, w muhafazie Al-Minufijja. W 2006 roku liczyła 14 430 mieszkańców.